# الاعتراف القانوني بالعلاقات المثلية في إستونيا
اعترفت إستونيا قانونيا بالعلاقات المثلية منذ 1 يناير 2016 من خلال السماح للشركاء المثليين بالدخول في اتفاقات التعايش (بالإستونية: kooselulepingu)‏، وهي أول دولة سوفييتية سابقة تقوم بذلك ذلك.
وبالإضافة إلى ذلك، وبعد صدور حكم قضائي في كانون الأول/ديسمبر 2016، تم الاعتراف بزواج المثليين المنعقد في الخارج. في نوفمبر 2017، قضت محكمة تالين الدائرة بأن هذا الاعتراف لا يمنح بالضرورة حقوق الإقامة. ومع ذلك، في أيلول/سبتمبر 2018، بعد صدور قرار من محكمة العدل الأوروبية، قضت محكمة إستونية أخرى بأنها الحكم يمنح حقوق الإقامة.

## الشراكات المسجلة

### تاريخ
وفي كانون الأول/ديسمبر 2005، أطلقت وزارة العدل الإستونية مشروع قانون جديد لقانون الأسرة، يعرّف صراحةً الزواج بأنه اتحاد لرجل وامرأة، ماساهم في بدأ في مناقشة عامة بشأن مسألة الاعتراف القانوني بالعلاقات المثلية. دعت وزارة الشؤون الاجتماعية إلى المناقشة العامة، التي أبدت تحفظات بشأن مشروع القانون.
جذبت المناقشة العامة استجابة كبيرة من جماعات حقوق المثليين الذين عارضوا مشروع قانون الأسرة وحثوا الحكومة على عدم التمييز بين الشركاء المغايرين والشركاء المثليين في الزواج، قائلين: «ندعو الحكومة لإسقاط بند في مشروع قانون الأسرة، الذي لا يسمح بتسجيل زواج المثليين أو الشراكات المثلية». في 4 يناير 2006، أصدرت خمس منظمات غير حكومية إستونية تدعم حقوق المثليين بياناً صحفياً يطالب الحكومة بصياغة قانون جديد للشراكة يمنح الشركاء المثليين حقوقاً متساوية مع الأزواج المغايرين.
من ناحية أخرى، زعم عدد من السياسيين المحافظين أن إستونيا ليست مستعدة بعد لزواج المثليين، وأنه لا توجد حاجة لإنشاء قانون منفصل للاتحادات المثلية لأن القوانين الحالية تنطوي بالفعل على حماية بعضها، على الرغم من عدم ذكرها بشكل صريح. وقال فينو ليندي، رئيس لجنة الدستور في البرلمان الإستوني، إنه «سعيد بوجود الرؤى المحافظة في البرلمان وفي لجنة الدستور».
في عام 2005، كان الحزب الديمقراطي الاجتماعي هو الحزب السياسي الوحيد الذي يؤكد علانية دعمه لزواج المثليين. وأعرب حزب الوسط وحزب الإصلاح عن إمكانية قبولهم لمثل هكذا قانون. وأعلنت مختلف الأحزاب اليمينية، ولا سيما اتحاد برو باتريا والإصلاح، معارضتها لزواج المثليين.

### قانون الشراكة المسجلة
في يوليو/تموز 2008، أعلنت وزارة العدل أنها بصدد صياغة قانون حول الشراكات المسجلة للشركاء المثليين. وكان الهدف من القانون، الذي كان من المتوقع أن يدخل حيز التنفيذ في عام 2009، هو توفير عدد من الحقوق لاشركاء المثليين، مثل الميراث والملكية المشتركة. حظي القانون بدعم معظم الأحزاب في برلمان إستونيا.
درست وزارة العدل مقترحات لتسجيل غير المتزوجين، بما في ذلك الشركاء المثليين. صدر تقرير شامل في يوليو/تموز 2009 يفحص ثلاثة خيارات: الاعتراف بالمساكنة غير المسجلة؛ إنشاء سجل الشراكة؛ أو تقنين زواج المثليين. وترك القرار بشأن النموذج الذي سيتم تطبيقه على الهيئة التشريعية وغيرها من «أصحاب المصلحة». في 1 يوليو 2010، تم تمرير قانون جديد للأسرة، يحدد الزواج بين رجل وامرأة ويعلن الاتحادات المدنية «لاغية وباطلة». رئيس الوزراء اندروس انسيب قوله، «لا أعتقد أن إستونيا، لاتفيا وليتوانيا ستشرع قريبا زواج المثليين في نظر القانون».
في 25 مايو 2011، طالب مستشار العدل إندريك تيدر وزارة العدل بإدخال قانون الشراكة المدنية. وقرر أن عدم الاعتراف بالعلاقات المثلية يتعارض مع دستور إستونيا. وبعد ذلك، أصبح الاعتراف بالشراكات المثلية مرة أخرى مناقشة سياسية نشطة في إستونيا.
أيد حزب الإصلاح والحزب الديمقراطي الاجتماعي إدخال قانون الشراكة، ضد معارضة الحزب ذو التوجه المحافظ اتحاد برو باتريا. أيد حزب الوسط مناقشة حول هذه القضية. تمت صياغة مشروع القانون في أغسطس 2012 من قبل وزير العدل وكان قيد التشاور حتى 1 أكتوبر 2012. في مارس 2014، بدأت مجموعة برلمانية العمل على مشروع قانون لتنظيم الوضع القانوني للشركاء المتساكنين.
تم تقديم مشروع القانون إلى البرلمان في 17 أبريل 2014. في 22 مايو، دعمت الحكومة مشروع القانون. في 19 يونيو 2014، رفض البرلمان اقتراحا بإلغاء مشروع القانون في القراءة الأولى، في تصويت 32 صوتا لصالحه مقابل 45 ضده (32-45). جرت القراءة الثانية في 8 أكتوبر، حيث تم رفض اقتراح بإجراء استفتاء حول مشروع القانون في تصويت 35 صوتا لصالحه مقابل 42 صوتا ضده (35-42) وتم رفض اقتراح آخر لإلغاء مشروع القانون في تصويت 41 صوتا لصالحه مقابل 33 صوتا ضده (41-33). تمت الموافقة على مشروع القانون في التصويت النهائي في 9 أكتوبر في تصويت 40 صوتا لصالحه مقابل 38 صوتا ضده (40-38). وقع عليه الرئيس توماس هندريك إلفيس في نفس اليوم، ودخل حيز التنفيذ في 1 يناير 2016.
| الحزب                               | صوت لصالح | صوت ضد | إمتنع عن التصويت | غائب |
| ----------------------------------- | --------- | ------ | ---------------- | ---- |
| حزب الإصلاح الإستوني                | 19        | 6      | 4                | 4    |
| حزب الوسط الإستوني                  | 6         | 13     | 2                | 5    |
| اتحاد برو باتريا                    | -         | 19     | 1                | 3    |
| الحزب الاجتماعي الديمقراطي الإستوني | 15        | 3      | 1                |      |
| العدد الإجمالي                      | 40        | 38     | 10               | 13   |

في عام 2019، لم يتم بعد تمرير بعض القوانين التنفيذية اللازمة لدخول القانون حيز التنفيذ، الأمر الذي يتطلب دعم أغلبية النواب. من جهته، قال اتحاد «برو باتريا» ذو التوجه المحافظ، الذي انضم إلى الحكومة بعد انتخابات مارس 2015، إنه يجب تمرير هذه القوانين في البرلمان بدلاً من الحكومة، مما خلق نزاعًا مع حزب الإصلاح والديمقراطيين الاجتماعيين. في 25 نوفمبر 2015، رفض البرلمان اقتراحا بإلغاء مشروع القوانين التنفيذية في القراءة الأولى، في تصويت 41 صوتا لصالحه مقابل 42 صوتا ضده (41-42). في 10 ديسمبر، أعلن رئيس لجنة الشؤون القانونية أن اللجنة لن تنتهي من العمل على مشروع القانون وطلبت من البرلمان بدء القراءة الثانية قبل 17 ديسمبر، قبل أن يتم تأجيلها في 11 يناير. وهذا يعني أن قانون الشراكة المسجلة سوف يتخذ حيز التنفيذ دون تنفيذ التدابير، مما تسبب في عدد من الثغرات القانونية والمشاكل. كان من المقرر إجراء المزيد من القراءات في نهاية يناير 2016.
ولأن مجلس النواب لم يمرر بعد أفعال التنفيذ، فقد ظل الشركاء المثليون في إستونيا في مأزق قانوني، وتحولوا بشكل متزايد إلى المحاكم من أجل الاعتراف بحقوقهم. تم إجراء العديد من الشراكات في إستونيا، ولكن لم يتم تسجيلها رسمياً في سجل السكان. في أغسطس/آب 2016، قدم شريكان مثليان شكوى إلى محكمة تالين الإدارية.
في يناير/كانون الثاني 2017، قال رئيس لجنة الشؤون القانونية في البرلمان، يانيس كاريلايد (عن حزب الوسط)، إنه من غير المرجح أن يتم تمرير قوانين التنفيذ الخاصة بقانون الشراكة المسجل في المدة الحالية للبرلمان، حيث إن تمرير هذه القوانين «سيؤدي فقط إلى مواجهات جديدة». في الوقت نفسه، قال كاريلايد أن البرلمان ليس لديه الأصوات اللازمة لإلغاء قانون الشراكة المسجل الأساسي. ردد رئيس الوزراء يوري راتاس اقتراحه، قائلاً إن القانون لن يتم إلغاؤه من قبل مجلس النواب الحالي أو القادم. وبعد شهر واحد، وبعد الرد على شكوى قُدمت في أغسطس/آب 2016 (انظر أعلاه)، أمرت المحكمة الإدارية في تالين الحكومة الإستونية بدفع تعويضات مالية بسبب عدم تمريرها لأفعال التنفيذ. بعد ذلك استأنفت الدولة الحكم. في سبتمبر 2017، انتقدت الرئيسة كيرستي كاليولايد البرلمان لعدم تمريره للقوانين المنفذة.
في فبراير/شباط 2017، قضت محكمة تالين الإدارية بأن على وزارة الداخلية أن تسجل بشكل صحيح تبني أحد الشريكين للطفل البيولوجي للشريك الآخر، كما هو منصوص عليه في قانون الشراكة المسجلة. وذكرت الوزارة أنها لا تعتزم الاستئناف. في يناير عام 2018، حكمت محكمة دائرة تارتو بأنه يمكن للشركاء المثليين في شراكة مسجلة التبني. وبذلك ألغت المحكمة حكم المحكمة الأدنى، الذي رفض في البداية طلب التبني.
وخلال المناقشة العامة حول مشروع القانون، أعلن عدد من الشخصيات العامة عن ميولهم المثلية، بما في ذلك مصمم الرقصات يوري نائل، الممثل ريستو كيبار، مصمم الأزياء ألدو ييرفسو، والمغني لاوري لييف.
في 10 أبريل 2018، قضت المحكمة العليا بأن القانون في حيز التنفيذ وينبغي تطبيقه، على الرغم من عدم وجود قوانين التنفيذ.

#### إحصائيات
تم تنفيذ 29 شراكة مسجلة مثلية بحلول أغسطس 2016.

### مشروع قانون الشراكة المثلية
في فبراير/شباط 2016، قدم العديد من السياسيين (ومعظمهم من الحزب الحر الإستوني) مشروع قانون الشراكة المثلية، بهدف إلغاء قانون الشراكة المسجلة وإنشاء قانون منفصل للشركاء المثليين. وقد برر أندريس هيركيل، الذي تحدث نيابة عن حزب الأحرار، الحاجة إلى مشروع قانون الشراكة المثلية، وانتقد قانون الشراكة المسجلة، قائلاً إنه أدى إلى إرباك قانوني كونها شملت الشركاء المثليين والشركاء المغايرين في نفس القانون: «إن تضمين النظام المتعلق بالشركاء المغايرين والشركاء المثليين في قانون واحد هو أساس الكثير من الارتباك المفاهيمي». عارض مشروع القانون حزب الشعب المحافظ، حزب الإصلاح والحزب الديمقراطي الاشتراكي، وفشل في النهاية في البرلمان في تصويت 14 صوتا لصالحه مقابل 55 صوتا (14-55).

### مشروع قانون لإلغاء قانون الشراكة المسجلة
في أكتوبر/تشرين الأول 2017، صوت مجلس النواب ضد مشروع قانون يهدف إلى إلغاء قانون الشراكة المسجلة. تم رفض مشروع قانون الإلغاء، المدعوم من قبل حزب الشعب المحافظ وبرو باتريا، في تصويت 19 صوتا لصالحه مقابل 47 صوتا ضده (19-47) في القراءة الأولى في 17 أكتوبر. عارض الحزب الاشتراكي الديمقراطي، وحزب الإصلاح، والنائبان المستقلان مشروع القانون، قائلين إنه «سيمنع الحقوق». انقسم حزب الوسط مع تصويت بعض نوابه ضد مشروع القانون وامتناع البعض الآخر عن التصويت، في حين امتنع الحزب الحر في الغالب. زعم المشرعون الذين يدعمون مشروع القانون أن قانون الشراكة المسجلة قد أدى إلى الانقسام داخل المجتمع الإستوني.
| الحزب                               | صوت لصالح | صوت ضد | إمتنع عن التصويت | غائب |
| ----------------------------------- | --------- | ------ | ---------------- | ---- |
| حزب الإصلاح الإستوني                | 1         | 21     | 4                | 4    |
| حزب الوسط الإستوني                  | -         | 7      | 9                | 1    |
| الحزب الاجتماعي الديمقراطي الإستوني | -         | 15     | -                | -    |
| اتحاد برو باتريا                    | 10        | 1      | -                |      |
| الحزب الحر الإستوني                 | 1         | 1      | 6                | -    |
| حزب الشعب المحافظ الإستوني          | 7         | -      | -                | -    |
| مستقلون (2)                         | -         | 2a     | -                | -    |
| العدد الإجمالي                      | 19        | 47     | 20               | 15   |

a. كلا العضوين المستقلين كانا تابعين في السابق لائتلاف برو باتريا.

## زواج المثليين
تم الاعتراف بأول زواج المثليين من قبل محكمة في ديسمبر/كانون الأول 2016. الزوجان، وهما رجلان تزوجا في الأصل في السويد ولكن يعيشان الآن في إستونيا، وتم تسجيل زواجهما رسميًا في أواخر يناير 2017. في البداية، رفضت محكمة في مقاطعة هاريو تسجيل زواجهما، لكن الزوجين استأنفا القرار. في ديسمبر/كانون الأول، قضت محكمة تالين الدائرية بأن جميع حالات الزواج التي تتم في بلد آخر يجب إدخالها في سجل السكان الإستوني عندما يقيم الزوجان في إستونيا أو يتم منحهما الجنسية الإستونية. وفقًا لقضاة ومحامين إستونيين، يجب تقييم ما إذا كان زواج المثليين سيتم الاعتراف به على أساس كل حالة على حدة (أي ما إذا كان يستوفي الشروط المنصوص عليها في «قانون القانون الدولي الخاص» بشأن صحة حالات الزواج التي تتم في الخارج؛ والزواج صالح في البلد الذي تم التعاقد فيه، الخ). في إستونيا، يُستخدم مفهوم النظام العام في دستور إستونيا والأحكام المشتركة. ينص «قانون القانون الدولي الخاص»، وهو القانون الذي يسري عند تقييم صحة حالات الزواج الأجنبية، على أنه لا يجوز تطبيق القانون الأجنبي إذا كانت نتيجة هذا الطلب تتعارض بوضوح مع «المبادئ الأساسية للقانون الإستوني» (النظام العام). قضت محكمة تالين الدائرة بأن الاعتراف بزواج المثليين في الخارج لا يتعارض مع النظام العام الإستوني. وعلى عكس الدول الأخرى، حيث تم الاعتراف بزواج المثليين في حالات فردية، مثل إيطاليا، يُمنح الزواج في الخارج الحق القانوني في الزواج. بموجب «قانون القانون الدولي الخاص»، يتم الاعتراف في إستونيا بعقود الزواج المبرمة في الخارج والتي تخضع لقوانين البلد الذي تم فيه عقد على الزواج، ولا تمنع الدولة الإستونية حقوقه. ويعترف مجلس الشرطة وحرس الحدود بزواج المثليين في الخارج، طالما كان كلا الزوجين يقيمان في البلد الذي تزوجا فيه وقت تسجيل زواجهما.
في يونيو/حزيران 2017، قضت المحكمة العليا الإستونية بأن للأزواج المثليين الحق في حماية الحياة الأسرية. وبتوضيح اختصاص المحاكم في مسألة تطبيق الحماية القانونية في منازعات تصاريح الإقامة، قضت المحكمة بأن القانون الإستوني لا يمنع إصدار تصريح إقامة للأزواج المثليين.
في نوفمبر/تشرين الثاني 2017، على سبيل المثال، حكمت نفس المحكمة وهي محكمة تالين الدائرية بأنه لا يمكن الاعتراف بزواج إستوني-أمريكي من أجل إصدار تصريح إقامة مؤقتة إلى الشريك الأمريكي. استأنف الزوجان أمام المحكمة العليا، التي حكمت بإسقاط قضيتهم في أبريل 2018. وبعد ذلك دخل الزوجان في اتفاق مساكنة، حيث حكمت المحكمة العليا بأن القانون جزء من النظام القانوني لإستونيا. مكن هذا الشريك الأمريكي من الإقامة في إستونيا. بعد صدور قرار من محكمة العدل الأوروبية في يونيو 2018 بشأن حقوق الأزواج المثليين في الاتحاد الأوروبي قضت محكمة إستونية بأنه يجب معاملة الأزواج والشركاء المثليين مثل الأزواج المغايرين في إصدار تصاريح الإقامة.
في مارس 2017، هدد مارتن هيلم عن حزب الشعب المحافظ، الذي كان يتحدث في مجلس النواب، القضاة الذين أصدروا الحكم الصادر في ديسمبر 2016 قائلا إنه يريد «أن يرى رؤؤسهم مقطوعة». انتقد العديد تعليقاته، بما في ذلك الرئيسة كيرستي كاليولايد، رئيس القضاة بريت بيكاماني ورئيس البرلمان إيكي نيستور.
في نوفمبر 2017، اقترح رئيس أساقفة الكنيسة الإستونية الإنجيلية اللوثرية أورماس فيلما أن يعرف الدستور الإستوني الزواج بأنه اتحاد بين «رجل وامرأة». رفض رئيس البرلمان ايكي نيستور دعوته قائلا «لم يضع حتى الكتاب المقدس مثل هذه المواصفات ولا ينبغي للدستور كذلك».

## الرأي العام

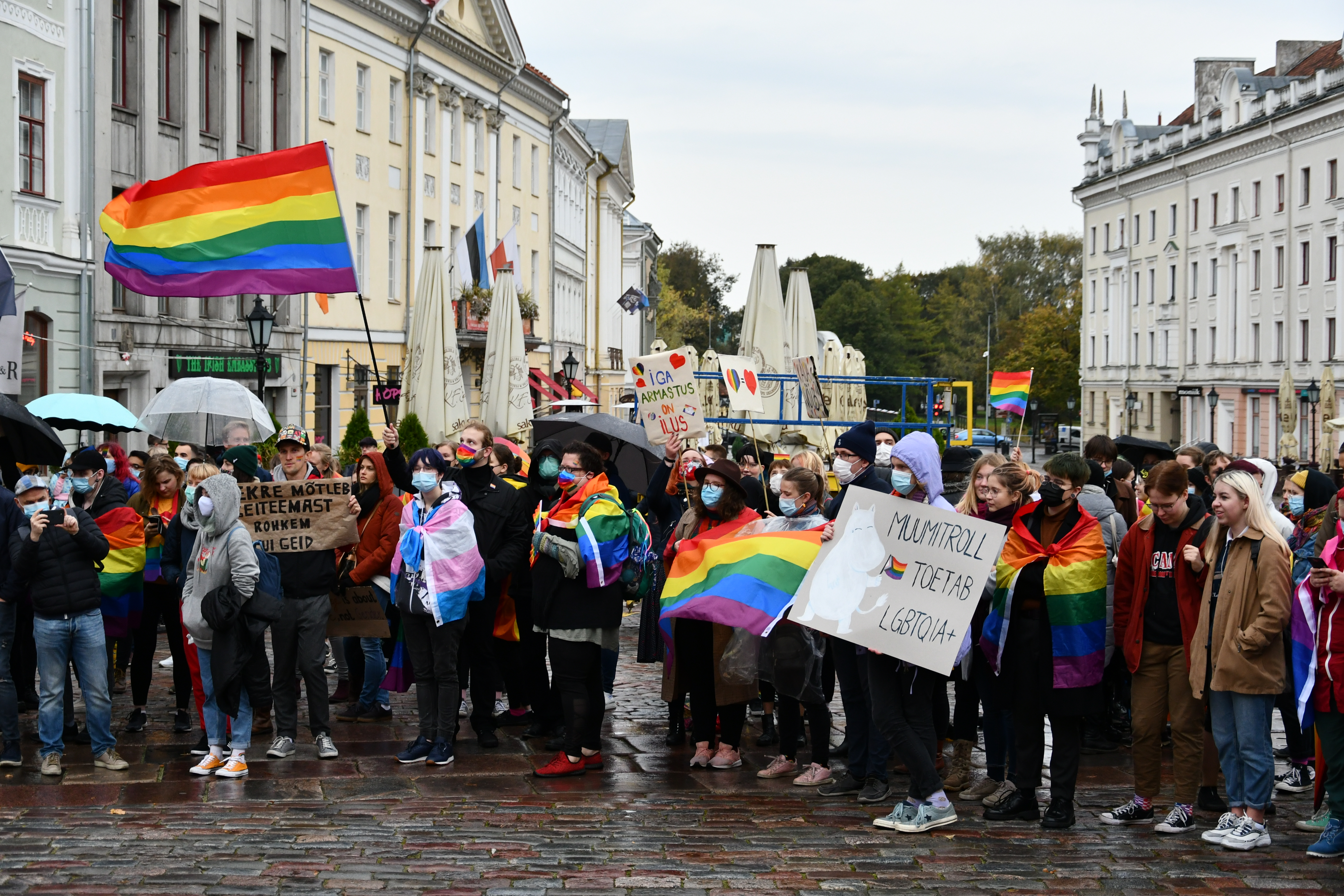
مؤيدو زواج المثليين يحتجون في تارتو، 4 أكتوبر 2020

أظهر استطلاع أجري في يونيو 2009 أن 32% من الإستونيين يعتقدون أن الشركاء المثليين يجب أن يتمتعوا بنفس الحقوق القانونية التي يتمتع بها الأزواج المغايرون. كان الدعم 40% بين الشباب، ولكن كان 6% فقط بين كبار السن.
وقد أظهر استطلاع للرأي أجري في سبتمبر 2012 أن 34% من الاستونيين يؤيدون زواج المثليين و46% يؤيدون الشراكات المسجلة (على النقيض من 60% و45% من المعترضين على التوالي). وجد الاستطلاع انقساما عرقيا: في حين أن 51% من الإثنية الإستونية دعمت الشراكات المسجلة، 21%؛ فقط من العرقية الروسية وافقوا على نفس الرأي.
أظهر الاستطلاع نفسه الذي أجري في 2014 خلال النقاش البرلماني حول الشراكة المسجلة أن الدعم انخفض بشكل ملحوظ حيث أن 29% فقط و40% من المستجيبين يدعمون زواج المثليين وتشريعات الشراكة المسجلة على التوالي، وقد ارتفع مستوى المعارضة في كلا القضيتين 64% و54%.
أظهر استطلاع يوروباروميتر لعام 2015 أن 44% من الإستونيين يدعمون تمتع الأفراد من مجتمع المثليين بنفس الحقوق المتساوية مع المغايرين جنسياً، بينما عارض 45% منهم. يعتقد 40% من الإستونيين أنه لا يوجد خطأ في العلاقات المثلية وبينما اختلف 49% منهم في ذلك، في حين أن 31% من الاستونيين يؤيدون زواج المثليين و58% ضده.
أظهر استطلاع أجري في الفترة من 28 مارس 2017 إلى 10 أبريل 2017 أنه في حين أن دعم تشريع الشراكة المسجلة من نفس الجنس لم يتغير خلال ثلاث سنوات (45% مقابل 46%)، فإن تأييد زواج المثليين قد ارتفع إلى 39% مقابل 52% ضده (في حين كان 60% ضده في عام 2012 و64% ضده في عام 2014). كما وجدت أن قبول المثلية الجنسية قد ارتفع من 34% في عام 2012 إلى 41% في عام 2017، مع نسبة 52% ضد ذلك. وفي الوقت نفسه، ظل دعم حقوق التبني المشتركة دون تغيير حيث عارض 66% مثل هذه التشريعات.